# 殷鵬
殷鹏（？—947年），五代十国后唐、后晋官员，字大举，魏州大名县人。
殷鹏以才智出众为乡人所称赞，二十岁擢进士第。李从厚镇守魏州，听闻其名，辟为从事。李从厚即位为唐闵帝，命他为右拾遗，历任左补阙、考功员外郎，充史馆修撰，升任为刑部郎中。殷鹏容貌像女人，性情巧媚。天福年间，擢拜中书舍人，与冯玉同职。冯玉本没有写诏书之才，文章多托殷鹏来写。冯玉曾问“姑息”的意思，有人告诉他是“辜负”，冯玉认为不错，当时作为笑话。殷鹏之才比冯玉为优，但阿谀也超过他。后冯玉出任地方官，借房子给殷鹏住，分俸禄给他用。冯玉为枢密使，殷鹏擢升为本院学士，每有普通官员脱去靴子拜谒冯玉，按惯例，宰臣穿鞋相见，殷鹏多在冯玉处，见客亦是如此。有丞郎王易简回去后有闲话，殷鹏怀恨在心。契丹入汴京，有人发现冯玉与殷鹏有记名字的签条，都是朝廷上让他们不满打算贬官德，王易简为首。冯玉北行，殷鹏也因病去世。